# Теодосије Бугарин и Роман Ученик
Преподобни Теодосије Бугарин и Роман, ученик Теодосијев су православни светитељи.
Као монах, Свети Теодосије настанио се недалеко од града Трнова где је основао обитељ, која се по њему прозвала Теодосијева. Видно се истакао на сабору у Бугарској против богумила 1360. године. Штитећи веру православну на том сабору он је разлозима посрамио богумиле. Скончао свој земаљски живот у Цариграду 1362. године. Његов ученик Роман продужио је подвизавати се у Теодосијевој обитељи до своје смрти.
Српска православна црква слави их 17. фебруара по црквеном, а 2. марта по грегоријанском календару.